# Michel Italikos
Michel Italikos, né sans doute vers 1090, mort avant mai 1157, est un lettré byzantin, professeur de rhétorique, de philosophie, de médecine et d'exégèse biblique, nommé métropolite de Philippopolis peu après 1143.

## Éléments biographiques
Probablement d'origine italienne, au moins par sa famille, il connaissait sûrement le latin. Il fut lié à la famille impériale Comnène, et d'abord à l'impératrice Irène Doukas, qui le fit nommer « professeur des médecins » (διδάσκαλος τῶν ἰατρῶν) et devant laquelle il prononça, à sa demande, un discours improvisé d'éloge (λόγος αὐτοσχέδιος), en présence de toute sa maison et notamment de son gendre Nicéphore Bryenne, à qui sont adressées aussi trois de ses lettres. De ses liens avec le cercle réuni autour de l'impératrice-mère témoigne aussi la monodie (déploration funèbre) pour Andronic Comnène (deuxième fils d'Irène et d'Alexis Ier), mort vers 1130. Dans son Éloge de l'empereur Jean II (1138), sa pièce rhétorique la plus brillante, se trouvent des allusions à la position qu'il avait prise dans le conflit ayant divisé la dynastie régnante après la mort d'Alexis Ier : il se plaint d'avoir été victime de « sycophantes », mais confesse n'avoir pas appartenu totalement à l'empereur dans le passé, avant d'évoquer avec émotion le souvenir d'Irène. Une de ses lettres est adressée à l'empereur Jean II, deux le sont au grand domestique Jean Axouch, d'autres au Logothète du Drome Étienne Mélès et à d'autres hauts fonctionnaires. On relève aussi une lettre à Adrien (en religion Jean) Comnène (fils du sébastokrator Isaac), qui fut archevêque d'Ohrid, et une lettre réponse à Alexis (Bryenne) Comnène, fils aîné de Nicéphore Bryenne et d'Anne Comnène, qui l'avait consulté sur la signification du mot ὁμαίμων.
Sa carrière se déroula entièrement dans l'Église : appartenant au clergé de Sainte-Sophie, il occupa successivement les trois chaires principales de l'École patriarcale : didascale des Psaumes, puis didascale de l'Apôtre (poste qu'il occupait en 1138, au moment de l'Éloge de Jean II), enfin didascale des Évangiles (poste qu'il inaugura le 27 décembre 1142). Quant à sa fonction moins prestigieuse de didascale des médecins, on ne sait trop où il l'exerça, peut-être dans le monastère-hôpital du Cosmidion. Il délivra également un enseignement à titre privé. Parmi ses élèves célèbres figure Théodore Prodrome.
Dans la lettre à Jean II, il remercie l'empereur pour une mission non précisée à Rome. Il est peut-être le « philosophe grec », membre de la délégation byzantine qui rencontra le pape Innocent II et l'empereur Lothaire de Supplinbourg à Castel Lagopesole, près de Melfi, en juillet 1137 ; ce philosophe s'opposa vivement au moine Pierre le Diacre. Sa nomination comme métropolite de Philippopolis intervint après deux Éloges qu'il prononça en 1143 : celui de l'empereur Manuel Ier, qui succéda à son père le 8 avril (rentra à Constantinople le 27 juin et fut couronné le 28 novembre), et celui du patriarche Michel Courcouas, élu en juillet. Les deux détails connus de son épiscopat sont : la façon dont il reçut le roi Conrad de Hohenstaufen parti en croisade en 1147 et parvint à l'amadouer au point d'épargner tout pillage à sa cité (épisode raconté par Nicétas Choniatès) ; et un conflit qu'il eut avec un prêtre de son diocèse du nom de Kampsorhymès qui fit appel de sa destitution sous le pontificat du patriarche Nicolas Mouzalon (épisode rapporté par Théodore Balsamon). Dans le synode tenu à Constantinople le 12 mai 1157, le métropolite de Philippopolis présent s'appelle Théodore, ce qui signifie que Michel Italikos est mort avant.

## Œuvre
L'œuvre conservée connue est constituée de quarante-cinq textes : lettres, discours d'apparat, monodies, etc. Le manuscrit principal, et unique pour une grande partie des textes, est le Codex Baroccianus (en) 131 de la Bibliothèque bodléienne d'Oxford (complété notamment par le Bononiensis 2412 de Bologne, et plus secondairement par le Scorialensis Y-II-10 de l'Escurial, le Paris. gr. 2872 et le Sinait. gr. 482). Les textes du Barocc. 131 ont d'abord été publiés comme anonymes dans les Anecdota græca de John Anthony Cramer, et l'auteur a été clairement identifié sur la base des textes par Maximilian Treu. Michel Italikos, l'un des Byzantins les plus savants de son temps, se prévaut particulièrement de la qualité de « philosophe », et se veut l'héritier de Michel Psellos, bien que son œuvre conservée soit de caractère essentiellement rhétorique.

## Édition
- Pierre Gautier (éd.), Michel Italikos. Lettres et discours, Archives de l'Orient Chrétien 14, Institut Français d'Études Byzantines, Paris, 1972.